# 프로둑투스목
프로둑투스목(Productida)는 완족동물문의 하위 분류 중 하나로, 고생대에 번성하여 중생대 트라이아스기 초에 멸종하였다. 고생대 후반에 전성기를 맞이하여, 이 시기에 살던 여러 종류가 표준화석으로 이용된다.

## 기본적 특성
프로둑투스목은 Strophomenata라는 강에 속하는 목 단위 분류군이다. 따라서, Strophomenata를 구분짓는 특징을 대체로 다 갖추고 있다. 우선 복각(ventral valve)이 배각(dorsal valve)보다 커서, 복각이 매우 볼록하여 그에 따라 배각이 평평하거나(planoconvex), 복각의 표면과 같은 방향으로 휘어져 있어(concavo-convex) 복각이 배각을 덮기도 한다. 육경(pedicle)은 아성체에만 있고, 성체에는 퇴화되어 없다. 패각은 맨 바깥의 각피층(periostracum)을 제외하면 크게 두 개의 층으로 구분된다. 바깥의 층은 동일한 두께의 탄산염의 판들이 겹겹이 쌓인 모습이고, 안쪽의 층은 두께가 불규칙적인 탄산염의 섬유 조직으로 되어 있다. 섬유질 층에는 곳곳마다 작은 홈이 나 있는데(pseudopunctate), 프로둑투스목에는 이 홈이 탄산염으로 채워져 생긴 기둥 모양의 조직(taleolae)이 발견된다. 배각의 뒤쪽 끝 중앙에 난 꼭지(cardinal process)는 볼록한 부분이 두 개인 이엽(bilobed)의 형태이다.
프로둑투스목을 구분짓는 가장 큰 특징은 껍데기 표면에 가시가 나 있다는 점이다. 종류에 따라 복각에만 나 있거나, 복각과 배각 둘 다, 각첩(hinge)쪽에만 나 있거나, 혹은 아예 없는 경우도 있다. 가시는 가느다랗고 속이 비어서, 보통은 화석화 과정에서 뜯겨져 볼 수 없다.
촉수관의 흔적(brachial markings)은 있는 경우가 많다.

## 생태 및 다양성
프로둑투스목은 속 단위의 종류가 600 개가 넘었다. 그만큼 다양한 형태로 진화하였다는 것으로, 현재 완족동물에서는 볼 수 없는 독특한 생태를 띠는 종류도 많았다.

### 이색적인 프로둑투스목들

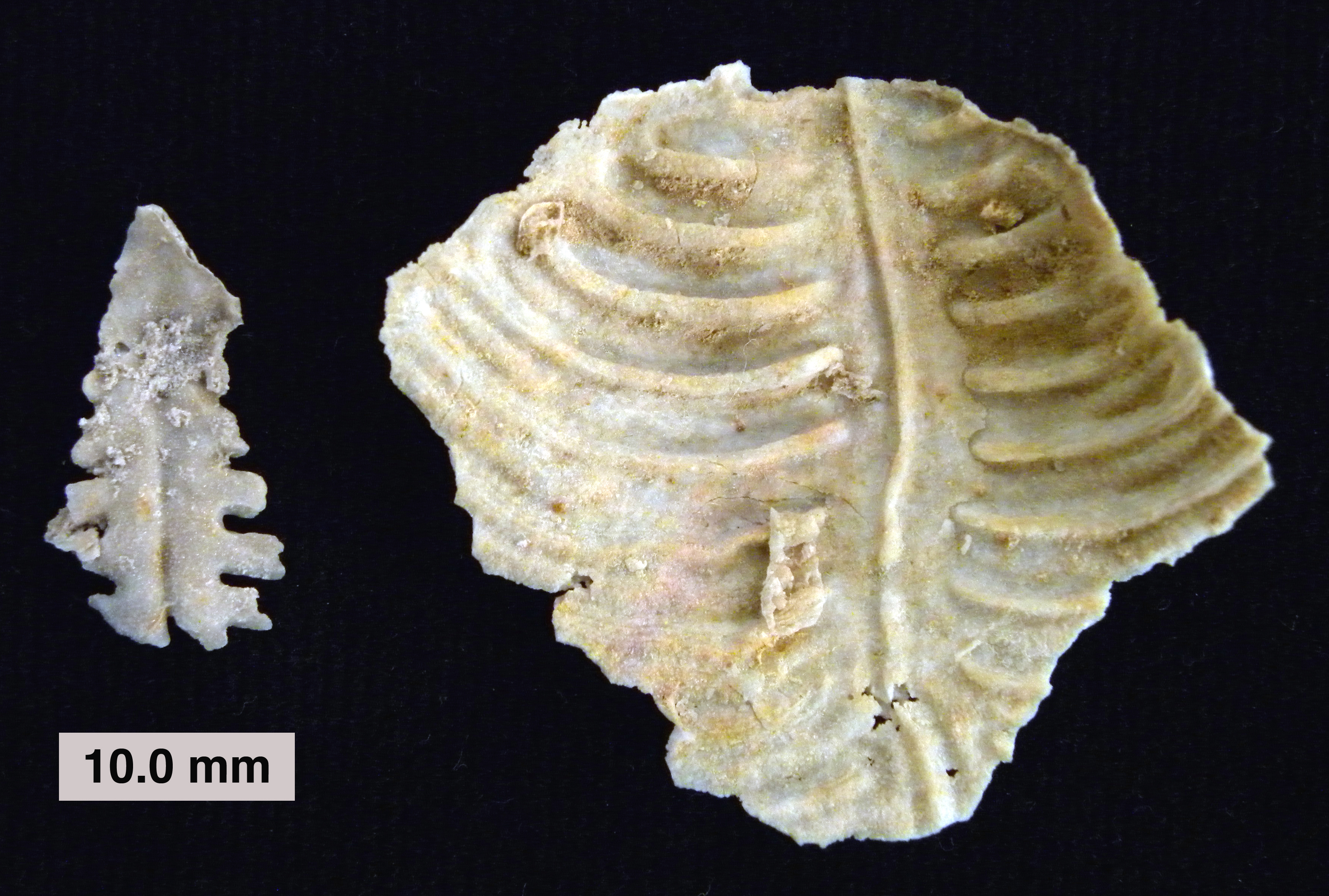
렙토두스(Leptodus)의 화석. 왼쪽이 배각, 오른쪽이 복각이다.

프로둑투스목 중 가장 괴상하게 생긴 것은 릿토니아과(Lyttoniidae)이다. 패각의 형태는 렙토두스(Leptodus)와 같이 주걱 모양인 것도 있고, 피르굴리아(Pirgulia)와 같이 원뿔 모양인 것도 있으며, 렙토두스와 피르굴리아 형태의 중간 형태를 하는 것도 있다. 어떤 모양을 하든, 릿토니아과는 복각이 납작하면서 살짝 휜 모습으로, 표면에 나뭇잎의 잎맥처럼 생긴 돌기가 나 있다. 배각은 톱니 모양으로, 복각의 잎맥 모양 돌기와 맞물리는 구조다. 복각이 배각보다 넓기 때문에 주걱 모양의 종들은 살이 일부 노출되었을 것이다. 원뿔형 종들은 복각이 양옆으로 휘어 배각을 둘러싸기 때문에, 살이 덜 노출되었을 것이다. 릿토니아과의 생태에는 여러 가지 해석이 있으며, 이들이 서로 대립한다.
릭토페니아상과(Richthofenioidea) 역시 아주 독특한 완족동물로, 복각이 고깔 모양인 종류이다. 이들은 마치 사방산호(rugose coral)와 같이 생겼는데, 생물초를 이루며 살았을 것으로 생각된다.
프로둑투스목 중 기간토프로둑투스(Gigantoproductus)는 역사상 최대 크기의 완족동물로, 가로로 15cm까지나 자랐다. 이들은 촉수로 먹이를 걸러먹는 동시에, 공생조류의 광합성을 통해 양분을 얻어 크게 자랄 수 있던 것으로 보인다.

### 가시와 생태

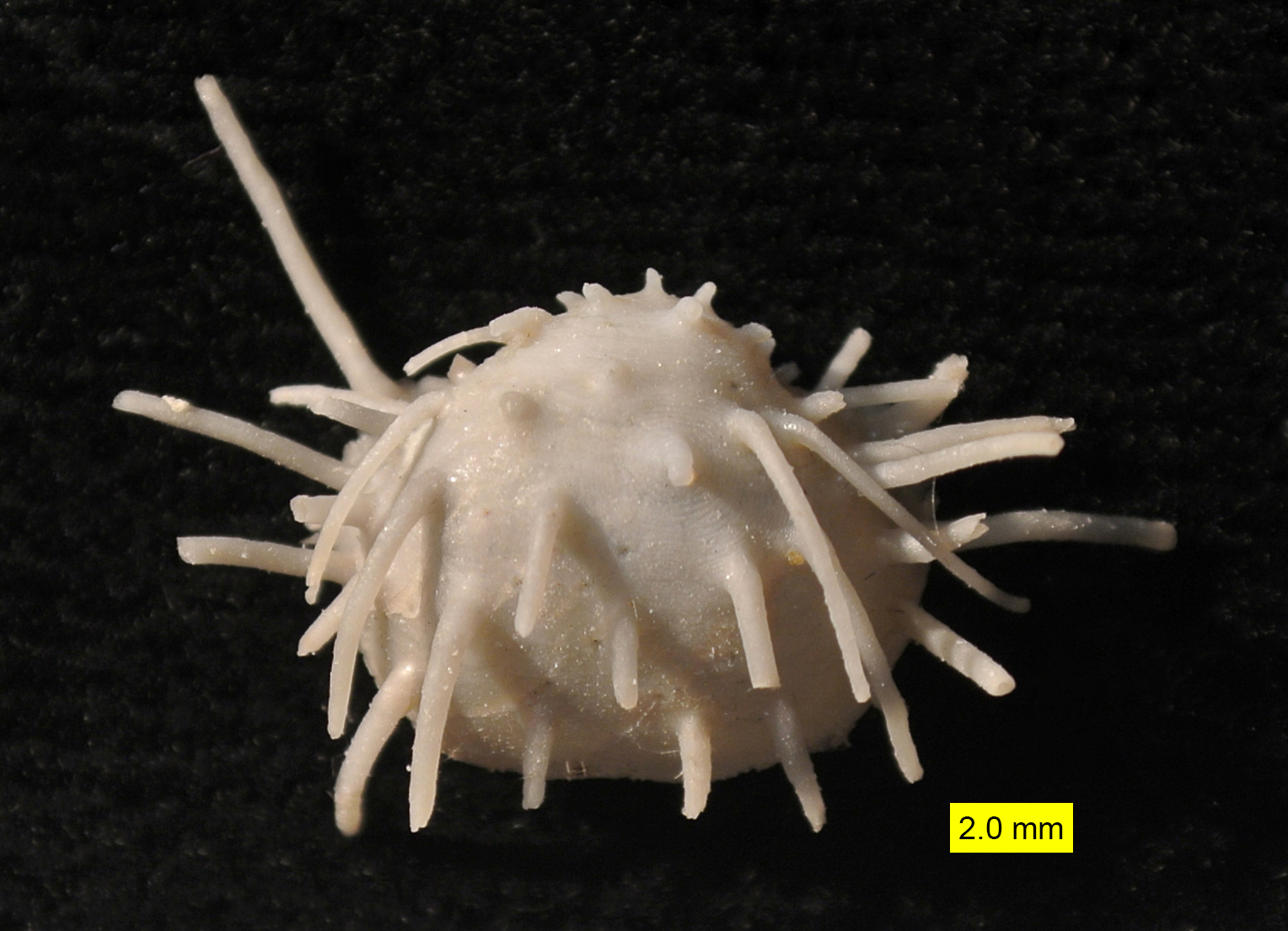
가시 달린 프로둑투스목

프로둑투스목의 상징과도 같은 가시의 용도에 대해서는 의견이 분분하다. Grant(1966)는 와게노콘카(Waagenoconcha)를 대상으로 한 연구에서 이 가시가 모래나 진흙 위에 무게를 분산시키고, 동시에 뿌리와 같이 몸을 고정하는 용도라 설명하였다. Alexander(2001)에서는 몸의 지지와 더불어 이 가시를 천적과 기생생물로부터 방어하는 데에 썼다고 서술하였다.

## 분류
Carlson & Leighton(2001)에는, 프로둑투스목을 프로둑투스아목(Productinida), 스트로팔로시아아목(Strophalosiidina), 릿토니아아목(Lyttoniidina), 코네테스아목(Chonetidina)의 네 개의 아목으로 분류한다. 이 중 코네테스아목은 프로둑투스목의 일종으로 분류하는 문헌도 있고, 제외시키는 문헌도 있다.

## 참고 문헌
1. 1 2  Carlson, Sandra; Leighton, Lindsey (2001년 12월 30일). 《The phylogeny and classification of Rhynchonelliformea》. 27–51쪽.
2. 1 2  “A review and new classification of the brachiopod order Productida - The Palaeontological Association”. 2021년 12월 20일에 확인함.
3. 1 2  Stadtmauer, Daniel; Butts, Susan (2019). “PALEOECOLOGY AND FUNCTIONAL MORPHOLOGY OF THE PERMIAN LYTTONIID BRACHIOPOD PIRGULIA”. 《RIVISTA ITALIANA DI PALEONTOLOGIA E STRATIGRAFIA》 (영어) 125 (3). doi:10.13130/2039-4942/12172. ISSN 2039-4942. 2021년 12월 20일에 원본 문서에서 보존된 문서. 2021년 12월 20일에 확인함.
4. ↑  Williams, Alwyn (1953). “The morphology and classification of the oldhaminid brachiopods”. 《Journal of the Washington Academy of Sciences》 43 (9): 279–287. ISSN 0043-0439.
5. ↑  “Fossil of the month - Gigantoproductus / Northumberland Wildlife Trust”. 2021년 12월 20일에 확인함.
6. ↑  Angiolini, Lucia; Crippa, Gaia; Azmy, Karem; Capitani, Giancarlo; Confalonieri, Giorgia; Della Porta, Giovanna; Griesshaber, Erika; Harper, David A. T.; Leng, Melanie J. (2019년 11월).  Sevastopulo, George, 편집. “The giants of the phylum Brachiopoda: a matter of diet?”. 《Palaeontology》 (영어) 62 (6): 889–917. doi:10.1111/pala.12433. ISSN 0031-0239.
7. ↑  Grant, Richard E. (1966). “Spine Arrangement and Life Habits of the Productoid Brachiopod Waagenoconcha”. 《Journal of Paleontology》 40 (5): 1063–1069. ISSN 0022-3360.
8. ↑  Alexander, Richard R. (2001년 11월). “Functional Morphology and Biomechanics of Articulate Brachiopod Shells”. 《The Paleontological Society Papers》 (영어) 7: 145–170. doi:10.1017/S1089332600000942. ISSN 1089-3326.